# Maurice Schwartz
Maurice Schwartz (ur. 18 czerwca 1890 w Sudyłkówie, zm. 10 maja 1960 w Tel Awiwie) – amerykański aktor narodowości żydowskiej, jeden z czołowych aktorów teatru jidysz w Stanach Zjednoczonych.
Urodził się w Sedikowie w ówczesnym Imperium Rosyjskim, obecnie znajdującym się na terenie Ukrainy. W 1902 roku wraz z rodziną wyemigrował do USA. W 1926 roku założył Yiddish Art Theatre w Nowym Jorku, gdzie przez wiele lat był czołowym aktorem. 
Jest pochowany w kwaterze aktorów Yiddish Theatre na Mount Hebron Cemetery w Nowym Jorku.

## Kariera
Scenarzysta
- 1939: Tevya
- 1932: Wuj Moses

Reżyser
- 1939: Tevya

Aktor filomowy
- 1951: Rajski ptak
- 1940: Americaner Shadchen
- 1939: Tevya
- 1936: Man Behind the Mask

Producent
- 1939: Tevya